# Walk for Gold
Walk for Gold är The Plans tredje studioalbum, utgivet 2006 på Razzia Records.

## Låtlista[1]
1. "Another"
2. "Bus"
3. "Mess"
4. "Walk for Gold"
5. "Stay Awhile"
6. "Contemplate"
7. "Ruthless Eyes"
8. "Garden"
9. "In Her Eyes"
10. "Dona Nobis Pacem"

## Listplaceringar
| Lista (2006) | Topplacering |
| ------------ | ------------ |
| Sverige      | 38           |